# Matt Doran
Matthew N. "Matt" Doran (Sídney, Nueva Gales del Sur; 30 de marzo de 1976) es un actor australiano, conocido por interpretar a Damian Roberts en la serie australiana Home and Away y a Mouse en la película The Matrix.

## Biografía
Doran nació en Sídney, Nueva Gales del Sur. Estudió actuación durante casi dos años en el "Australian Film and TV Academy" de donde se graduó en 1991.
En 2006 comenzó a salir con la actriz Yvonne Strahovski, sin embargo la relación terminó en 2007.

## Carrera
Doran ha participado en varias obras de teatro, entre ellas The Mikdado, Trartuffe, Private Lives, The Ventian Twins, A Christmas Carol, The Shaughraun, The Game of Love & Chance, The Barrets of Wimpole Street, A Month in the Country, Paris, entre otras...
En 1991 se unió al elenco de la exitosa y aclamada serie australiana Home and Away donde interpretó a Damian Roberts hasta 1995 después de que su personaje dejara la bahía para irse a estudiar la universidad, ese mismo año regresó de nuevo a la serie sin embargo se fue de nuevo para convertirse en sacerdote. Damian es el hijo de Murdoch e Irene Roberts y hermano menor de Nathan y Finlay Roberts.
En 1999 interpretó a Mouse, un programador experto en informática en la primera parte de la película de acción The Matrix. Mouse ayuda en la construcción de varios programas de capacitación para agentes nuevos que son colocados en la Construcción.
En 2002 obtuvo un pequeño papel en la exitosa película Star Wars: Episodio II - El ataque de los clones donde interpretó a Elan Sleazebaggano, un joven estudiante de medicina que se dedica al tráfico de sustancias ilegales, una de las cuales intenta vender a Obi-Wan Kenobi en un bar.
En 2005 interpretó al operador de radio Ron Carlson en la película The Great Raid, protagonizada por los actores Benjamin Bratt y James Franco.
En 2008 apareció como invitado en dos episodios de la aclamada serie All Saints donde interpretó a Phil Mawson. Anteriormente había aparecido en la serie en 1998 como Troy Lyneham y en 2005 como Toby Semple.

## Filmografía

### Series de televisión
| Año         | Título                     | Personaje              | Notas                             |
| ----------- | -------------------------- | ---------------------- | --------------------------------- |
| 2016        | Rake                       | Grant Summons          | episodio # 4.2                    |
| 2013        | Redfern Now                | Dean                   | episodio "Babe In Arms"           |
| 2011        | The Jesters                | Alex                   | 2 episodios                       |
| 1998, 2008  | All Saints                 | Phil Mawson            | 4 episodios                       |
| 2002        | Always Greener             | Scumbag                | episodio "Extraordinary Ordinary" |
| 2001        | Farscape                   | Markir Tal             | episodio "Fractures"              |
| 2001        | Love Is a Four-Letter Word | Phil "Klaus" Kaperberg | 26 episodios                      |
| 2000        | Stingers                   | Muddy                  | episodio "Brilliant Lies"         |
| 1999        | Murder Call                | Joel                   | episodio "Death Down Market"      |
| 1997        | Medivac                    | James "Armalite" Dwyer | episodio "Romeo and Juliet"       |
| 1997        | Water Rats                 | Bjørn Robinson         | episodio "Shroud Lines"           |
| 1997        | Fallen Angels              | Steve                  | episodio "Hair"                   |
| 1996        | G.P.                       | Angus Ree              | episodio "New Confusions"         |
| 1991 - 1995 | Home and Away              | Damian Roberts         | 188 episodios                     |

### Películas
| Año  | Título                                       | Personaje          | Notas                                                                             |
| ---- | -------------------------------------------- | ------------------ | --------------------------------------------------------------------------------- |
| 2013 | Battle of the Damned                         | -                  | corto - junto a Dolph Lundgren, David Field y Lydia Look                          |
| 2012 | The Grand Design                             | Dexter             | corto - junto a Travis Nippard, Benjamin Vigers y Alison Gallagher                |
| 2012 | Great Western                                | Greg Grogan        | corto - junto a Costas Kilias y Terry Serio                                       |
| 2011 | Next Door to the Velinsky's                  | James Marshall     | junto a Chloe Traicos y Oriana Panozzo                                            |
| 2011 | Found Footage                                | Darius             | junto a Geraldine Hakewill, Catherine Jermanus, Andy Leonard y Jeremy Shadlow     |
| 2010 | Transparency                                 | Tom                | corto - junto a Helen Sutermeister                                                |
| 2009 | Pearsons of Interest                         | Oliver             | corto - Yvonne Strahovski y Paul Barry                                            |
| 2008 | The Plex                                     | AJ Stone           | junto a Yvonne Strahovski, Gabriel Egan, Steve Bastoni, Tim Boyle y John Schwartz |
| 2007 | Edgar and Elizabeth                          | Edgar              | corto - junto a Renee McIntosh                                                    |
| 2006 | Macbeth                                      | Malcolm            | junto a Sam Worthington, Victoria Hill y Jonny Pasvolsky                          |
| 2005 | The Great Raid                               | Ron Carlson        | junto a Robert Mammone, Sam Worthington y Craig McLachlan                         |
| 2002 | Star Wars: Episode II - Attack of the Clones | Elan Sleazebaggano | junto a Ewan McGregor                                                             |
| 2001 | Neophytes and Neon Lights                    | Sedge              | junto a Nadia Townsend y John Schwarz                                             |
| 1999 | The Matrix                                   | Mouse              | junto a Keanu Reeves y Laurence Fishburne                                         |
| 1998 | The Thin Red Line                            | Soldado Coombs     | junto a James Caviezel                                                            |
| 1998 | The Big Night Out                            | Gollie             | junto a Gerard Boyle                                                              |
| 1996 | Lilian's Story                               | Johnny             | junto a Toni Collette                                                             |
| 1991 | Pirates Island                               | Grommet            | junto a Cornelia Frances, Les Hill, John Jarratt, Beth Buchanan y Sancho Gracia   |

### Director y productor
| Año  | Película      | Notas                                     |
| ---- | ------------- | ----------------------------------------- |
| 2011 | Found Footage | co-director, cinematógrafo y co-productor |